# Chiesetta dei Santi Maccabei
La chiesetta dei Santi Maccabei è un edificio di culto cattolico che si trova ad "Ambrì sopra", frazione del comune di Quinto.

## Descrizione

### Esterno
La chiesetta, come si legge nella data incisa nel portale d'accesso, fu trasformata nel 1822 e subì restauri nel 1997. Oggi si presenta come un edificio con volta a crociera e coro poligonale

### Interno
All'interno la decorazione pittorica è della seconda metà del secolo XIX. Sulla controfacciata c'è un olio su tela che raffigura forse raffigura San Gottardo di Hildesheim, opera di Melchior Paul von Deschwanden. Nel coro, in una cornice scolpita a foglie d'acanto, si trova una tela della prima metà del secolo XVIII dedicata a San Materno, opera forse di Giuseppe Maria Busca.